# Archaeologia Polona
Archaeologia Polona ist eine wissenschaftliche Fachzeitschrift. Sie wird seit 1958 jährlich vom Institute of Archaeology and Ethnology der Polnischen Akademie der Wissenschaften herausgegeben und erscheint in englischer Sprache. 
Schwerpunkt ist die zeitgenössische Archäologie.